# 藤子・F・不二雄キャラクターズ 大集合!SFドタバタパーティー!!
『藤子・F・不二雄キャラクターズ 大集合!SFドタバタパーティー!!』（ふじこ・えふ・ふじおキャラクターズ だいしゅうごう!すこし・ふしぎなドタバタパーティー!!）は、インティ・クリエイツが開発しバンダイナムコゲームスより2014年11月20日に発売されたニンテンドー3DS/Wii U用パーティーゲーム。
藤子・F・不二雄の様々な漫画作品から多くのキャラクターが登場するクロスオーバー作品で、藤子の生誕80周年を記念して制作された。

## システム

### ゲームモード
ゲームモードは4種類で、すごろく形式のステージを4人で周りながら多くの仲間を集めることを競う1人用ストーリーモード「ドタバタパーティー」、ドタバタパーティーのステージを任意に選択し最大4人でプレイするモード「フリーパーティー」、ドタバタパーティーとフリーパーティーの中で発生するミニゲームを任意に選択し最大4人でプレイするモード「ミニゲーム」、ゲームプレイ後に獲得する「Cコイン」で手に入る藤子・F・不二雄作品の辞典要素を閲覧できるモード「コレクション」がある。
これ以降は主にドタバタパーティーとフリーパーティーのシステムについて記述する。ミニゲームの詳細については後述の「ミニゲーム」を参照。

### キャラクター
ゲーム開始前に、6人の操作キャラクターであるドラえもん（『ドラえもん』）、パーマン1号（『パーマン』）、コロ助（『キテレツ大百科』）、佐倉魔美（『エスパー魔美』）、チンプイ（『チンプイ』）、21エモン（『21エモン』）の中から1人を選択する。ドタバタパーティーモードでは選択キャラクターが主人公となり、ゲーム冒頭などで他のキャラクターと会話を交わす場面が挿入される。ドタバタパーティーモードで同じキャラクターが3回優勝すると、キャラクター選択画面で対象キャラクターの別バージョンの姿が選択できるようになる。
ゲームの進行役は、星野スミレ（『パーマン』など）とゴンスケ（『21エモン』など）が務め、ゲーム開始前のステージ紹介や、中間順位・最終順位の発表などを行う。また、プレイヤーが仲間を一定数集めるごとにドビンソンとロボート（いずれも『ドビンソン漂流記』）が記念に現れ、ドビンソンはプレイヤーが乗っている移動用マシンの改造を、ロボートはゲーム内通貨の「Fポイント」の贈呈を行う。

### ゲームルール
ゲーム開始時に4人のプレイヤーはFポイントを10ポイント獲得した状態でスタートする。各プレイヤーが自分の番でサイコロを振ったり仲間の能力やアイテムを使用したりして全員の行動が終了するとミニゲームが開始され、結果に応じてFポイントを得られる。これを1ターンとして、規定ターン数（ドタバタパーティーでは7ターン固定、フリーパーティーでは最大10ターンまで任意で設定）が終了するまで繰り返す。
基本的なマスの種類として、Fポイントをもらえる「プラスマス」、Fポイントを失う「マイナスマス」、通過時に仲間が追加される「なかまマス」、ランダムのイベントが発生する「イベントマス」、特定のプレイヤーを指定し仲間の奪取を賭けるミニゲーム「早撃ち！空気砲バトル」（後述）を行う「バトルマス」、ヨドバ氏（SF短編各種など）が店主を務める店でFポイントを消費してアイテムなどを入手できる「ショップマス」、機械の前でFポイントを消費して仲間を追加できる「フレンドメーカーマス」、通過時にFポイントをもらえる周回地点のチェックポイントがある。また、各ステージ特有のマスもある。
集めた仲間は特別な能力（特定のマスにワープする、サイコロの数が増えるなど）を1つもっており、仲間ごとに1度だけ使用することができる。イラストが光っている仲間は「キラなかま」と呼ばれ、操作キャラクター6人の作品からそれぞれ4人ずつ選出されている。キラなかま1人につきサイコロの出目の最大値が1上昇する（最大で8上昇）。また、同作品のキラなかま4人を全て集めると形勢逆転に用いるアイテムが手に入る。
全てのゲームの終了後、仲間を1人あたり10点と換算し、これに最終ミニゲーム「ミニドラえもん ウォッシュ！」（後述）のポイントを加算して、最も点数が高かったプレイヤーが優勝となる。

### その他のシステム
本作ではキャラクターボイスを採用していないが、タイトルコールなどの声を子安武人が担当しており、作品内の漫画的な効果音（草が揺れる時の「ガサガサ」や拍手する時の「パチパチ」など）は子安が文字をそのまま読み上げた声が流れる。スタッフロールではこれを「効果音ボイス」と表記している。

## ステージ
各ステージはループ構造になっており、周回ごとにFポイントを獲得できる。
集まれ！フレンドタウン
コース上にある「ふみきりマス」に止まると遮断機が上げ下げされて進行ルートが変化する。この切り替えがうまくいくと、なかまマスが多い学校周辺のルートや裏山ルートに進むことができる。
進め！プラネットシティ
通常のルート以外に、いずれも遠回りとなるが、惑星の周囲を回るルートとアステロイドベルトを通過するルートがある。惑星ルートにはショップマスが配置されている。一方、アステロイドベルトルートには「アステロイドマス」が多く配置されており、このマスに止まるともう一度サイコロを振るかどうかを選択できる。振ることを選択した場合、指定されたサイコロの目以上が出ればそのまま進めるがサイコロの目未満だった場合は通常ルートに強制的に戻される。振らないことを選択した場合は、次にアステロイドマスに止まった時の成功率が上がる。アステロイドベルトルートの最終地点に到達すると多めのFポイントを獲得し仲間が3人加わる。
探せ！ジャングルアドベンチャー
ジャングルエリア、海底エリア、霧の森の3つのエリアに分かれている。霧の森では道のつながりが霧で見えなくなっているが、海底エリアにある「秘境の地図」のマスに止まっていれば見ることができる。また、霧の森にいる間はなかまパワーが使用できない。
飛べ！タイムトラベラーズ
古代ローマ時代、西部開拓時代、恐竜の時代の3つの小規模マップのいずれかが舞台で、「タイムマシンマス」に止まるとマップが切り替わる。古代ローマ時代は止まると再度サイコロを振ることができる「ローマ街道マス」が多く、西部開拓時代はFポイントを多めにもらえる「ゴールドラッシュマス」とバトルマスが多く配置され、恐竜の時代は仲間を集めやすい内回りとショップがある外回りに分かれているという特徴がある。
運べ！メカメカファクトリー
ステージ中央で建設される「SFロボット」（ドラえもん、チンプイ、パーマン1号、ゴンスケ、ドラミ（『ドラえもん』）、コロ助をモチーフにしたロボットが合体した巨大ロボット）を完成させるためにプレイヤーたちがパーツを集めるというのが目的の一つになっている。コース上に置かれたパーツを手に入れて「納品マス」に3つ納めるごとに建設が進み、この際にボーナスとして仲間が加わる。納品マスが配置されている中央の建設エリアの周りには、パーツのマスが多く配置されている研究所エリア、ショップマスでパーツを購入できるブリキの街エリア、イベントマスが多く配置されているロボットの基地エリアがある。
なお、SFロボットは、本作発売直後の2014年11月29日に、ロボット玩具「超合金 超合体SFロボット 藤子・F・不二雄キャラクターズ」としてバンダイより発売されている。
倒せ！ワルモノタウン
ステージの各所にある「ワルモノマス」に止まった時に、1から6の目のサイコロを振って3以上が出ると悪者を倒したことになり出た目の分だけさらに進むことができるが、2以下だと3マス戻されてしまう。また、ステージ内には、悪者たちの首領であるドン石川（『パーマン』）のビル「全○連ビル」が建っており、この前にあるワルモノマスでは強制的に止まることになる。ここで3以上のサイコロの目を出してドン石川を撃退すると、多めのFポイントと仲間3人が追加される。このほか、「集まれ！フレンドタウン」にも登場したふみきりマスもある。

## ミニゲーム
特記のない限り、4人のプレイヤー同士で競う。
早撃ち！空気砲バトル
1人対1人で行うゲームで、ドラえもんのひみつ道具「空気砲」を身に着け、合図が出た後に先に撃ったプレイヤーの勝利となる。
ドタバタパーティーとフリーパーティーでは、勝者が敗者から仲間を1人もらうことができる。また、ミニゲームに参加していない2人のプレイヤーは対戦中の2人の一方を応援でき、応援した側が勝利するとFポイントを獲得できる。
バシュッと押し出し！ふくろづめ台風
ポコニャン（『ポコニャン』）の道具「ふくろづめ台風」を用いて他のプレイヤーを吹き飛ばしエリアの枠の外に押し出して脱落させていく。ふくろづめ台風は一度に5連続まで使用でき、時間経過とともに使用回数が回復する。
かけろ！ウマタケグランプリ
竹馬のような形をしたひみつ道具「ウマタケ」に乗って画面左から右方向に進むレースを行い、先にゴールしたプレイヤーの勝利となる。ウマタケは飛び跳ねながら進み、コントローラボタンをタイミングよく押すと飛距離が伸びる。
ジャスト3分！おいしいカップ麺コンテスト
お湯を注いだカップ麺容器の蓋を3分ちょうどで開けることを目指す。時間のカウントは2分50秒から始まり、実際は10秒間で行う。10秒経過後にのび太（『ドラえもん』）が現れて3分に最も近いプレイヤーのカップ麺を食する。
大会議！宇宙人カウンター
制限時間内に次々と表示される宇宙人たち（『征地球論』）のうち、手を挙げている宇宙人を数えていき、終了後、正解に近いプレイヤーから順位付けされる。
進め！ボクらの重力ボード！！
未来とくるみ（いずれも『ミラ・クル・1』）たちが扱う飛行装置「重力ボード」に乗って画面下から上方向に進む障害物レースを行い、先にゴールしたプレイヤーの勝利となる。途中にある風の渦に触れるとスピードアップする。
チッポくんを救え！ノビールハンド！！
急流に流されるいかだに乗っているチッポ（『ドラえもん のび太とアニマル惑星』）に対してひみつ道具「ノビールハンド」の照準を動かして発射し、最初にいかだをつかんで救出したプレイヤーの勝利となる。
暗記バトル！ウメ星粘土でスッパッパ
デンカ（『ウメ星デンカ』）が「ウメ星粘土」で次々に作るキャラクターの順番を覚えて後から解答する。全3問で、1問目は4体、2問目は6体、3問目は8体。正解数の多いプレイヤーから順位付けされる。
あたふた！ハッピー鬼ごっこ
フィールド内でプレイヤーたちを追いかけるハッピー（『21エモン』）たちから逃げ続ける。ハッピーに取りつかれると体力が減少するが、ハッピーが取りついていない他のプレイヤーに触れたり「ゴンスケパネル」を取得したりするとハッピーを剥がすことができる。制限時間終了時点で残り体力が多いプレイヤーから順位付けされる。
一発勝負！ヒョンヒョロを探せ！！
部屋内のどこかに隠されている「ヒョンヒョロ」（『ヒョンヒョロ』）を探し出す。場所を選択するチャンスは1度だけで、先に見つけ出したプレイヤーが勝利、間違った場所を選ぶと即脱落となる。
透視で見抜け！エスパー訓練
キャラクターが描かれた見本のカードと同じものを、伏せられた4枚のカードの中から選ぶ。4枚のカードの絵は時間が経過するにつれて透けて見えるようになり、早く正解するほど多くの点数を獲得できる。3回試行後に合計点数の多いプレイヤーから順位付けされる。
飛んで集めて！大空中レース
画面手前から奥の方向に向かって飛行するレースを行う。空中に浮いている得点アイテム（10点または50点）を取得していき、ゴールした時点で獲得点数の多いプレイヤーから順位付けされる。コースの途中には飛行速度をアップさせる加速アイテムもある。
チーム対抗！雪だるま遊び
2人対2人で行うゲームで、事前に表示されるお手本の雪だるまと同じ大きさになるように雪玉を転がして雪だるまを作成し、より近いチームの勝利となる。
キテレツスイッチ！発明を完成させろ！！
2人対2人で行うゲームで、5x5に並んだ正方形の「回路パネル」を回転させて左上から右下まで電気が通るようにし発明を完成させていく。制限時間終了時点でより多くの発明を完成させたチームの勝利となる。回路パネルに混じっている「おじゃまパネル」に電気を通すと、相手のパネルを乱すことができる。
タッグで挑戦！ペア合わせ！！
2人対2人で行う神経衰弱風のゲームで、伏せられている12枚のカードから2人が1枚ずつめくり、絵柄が一致すればカードに書かれている点数が加算されてプレイ続行、不一致ならば相手チームの番になる。操作キャラクターと同じ作品のカードがペアとなった場合は2点多く加算される。3ターン終了時点で獲得点数が多いチームが勝利となる。
響け！ジャイアンリサイタル！！
1人対3人で行うゲームで、プレイヤーの1人がジャイアン（『ドラえもん』）になる。ジャイアンはプレイヤー1人を指定して相手を痺れさせる歌を聞かせ、対象者がタイミングよく耳を塞いでこれを阻止するというやり取りを制限時間内で繰り返し、全員が痺れればジャイアンになったプレイヤーの勝利、最後まで耐えきれば残りの3人の勝利となる。
スタコラ！オットー大追跡！！
1人対3人で行うゲームで、プレイヤーの1人がオットー（『モジャ公』）になる。迷路の中でオットーが残りの3人から逃げ続け、制限時間終了時点まで逃げ切ればオットーになったプレイヤーの勝利、その前までに捕まえれば残りの3人の勝利となる。迷路内にはオットーだけが通過できる場所がある。
ラジコン宇宙人で危機一髪！
1人対3人で行うゲームで、プレイヤーの1人がひみつ道具「組み立て円盤セット」の空飛ぶ円盤を操縦し、地上にいる他のプレイヤーを攻撃する。円盤が攻撃した跡はしばらく地面に残る。制限時間終了までに3人に攻撃を当てれば円盤を操縦するプレイヤーの勝利、最後まで逃げ切れば残りの3人の勝利となる。
ミニドラえもん ウォッシュ！
フィールド内に次々と現れるミニドラえもんにスプレーの泡を吹きつけて汚れを洗い落とし、その数を競う。光っているミニドラえもんは5体分洗ったとカウントされる。各プレイヤーは対戦前に、対戦の状況を変化させる特殊技を複数の候補から1つ選択し、対戦中に1度だけ使用できる。